# Antoni Pérez Simó
Antoni Pérez Simó (Barcelona, 1920-2005), fue un músico, compositor, director coral y pedagogo español, especializado en la enseñanza de música a invidentes. Dirigió el Orfeón Graciense durante 50 años.

## Biografía
Antoni Pérez i Simó nació en Barcelona el 5 de diciembre de 1920. Hijo del también compositor y director coral Antoni Pérez Moya, inició sus estudios musicales con el maestro Lluís Millet en la Escolanía de la Mercé.
En 1935 continuó los estudios en la escuela municipal de música y cursó los estudios de solfeo y teoría con el maestro Frederic Alfonso; piano con Tomás Buxó; órgano con el maestro Suñé; armonía y composición con los maestros Jaime Pahissa y Joaquín Zamacois.
En 1940 fue nombrado subdirector del Orfeón de Sants, en donde se formó para la dirección coral.
En 1941 fue nombrado organista de la Basílica de la Merced y al reorganizarse el Orfeón Graciense, en 1945, fue nombrado su director. El 6 de diciembre hizo su primer ensayo en ese cargo y el 26 de octubre de 1946 dirigió su primer concierto para inaugurar el local reconstruido.
Al frente del Orfeón Graciense ofreció numerosas audiciones en Barcelona, entre ellas las celebradas en el Palacio de la Música Catalana y el Gran Teatro del Liceo. También dirigió varios conciertos en el resto de Cataluña, Andorra, Mallorca, Menorca, Madrid, Zaragoza, Valencia, Alicante, en diferentes ciudades francesas, en Italia, Austria, Ciudad del Vaticano, Holanda, Leichtenstein y Alemania.
Como compositor escribió múltiples obras, principalmente de música coral, canciones populares, obras religiosas y sardanas.Entre ellas destacan 'La Cantata Catalana', 'La Muntanya', o 'La Cantata Nadalenca' estrenada el 3 de diciembre de 2004 en la iglesia barcelonesa de La Bonanova. Puso música a obras de autores literarios, como Manel Bertrán i Oriola, Miquel Saperas y Jacinto Verdaguer
Al dejar la dirección del Orfeón Graciense, fundó el coro de Antics Cantaires de esta entidad, cuya batuta asumió. En el cargo de director del Orfeón Graciense le sucedió Poire Vallvé.